# I liga paragwajska w piłce nożnej (1941)
Mistrzem Paragwaju został klub Cerro Porteño, natomiast wicemistrzem Paragwaju – Club Olimpia.
Mistrzostwa rozegrano systemem każdy z każdym mecz i rewanż. Najlepszy w tabeli klub został mistrzem Paragwaju.
Z ligi spadł klub Atlético Corrales, a ponieważ nikt nie awansował, liga zmniejszona została z 11 do 10 klubów.

## Primera División

### Wyniki
| Mecz                             |
| -------------------------------- |
| Cerro Porteño – Club Olimpia 1:2 |
| Club Olimpia -Cerro Porteño 2:1  |

### Tabela końcowa sezonu 1941
| Poz | Klub                  | Mecze | Punkty |
| --- | --------------------- | ----- | ------ |
| 1   | Cerro Porteño         | 20    | 34     |
| 2   | Club Olimpia          | 20    | 33     |
| 3   | Club Nacional         | 20    | 26     |
| 4   | Club Guaraní          | 20    | 22     |
| 5   | Club Presidente Hayes | 20    | 22     |
| 6   | Club River Plate      | 20    | 21     |
| 7   | Club Sol de América   | 20    | 20     |
| 8   | Atlántida SC          | 20    | 17     |
| 9   | Club Libertad         | 20    | 11     |
| 10  | Sportivo Luqueño      | 20    | 8      |
| 11  | Atlético Corrales     | 20    | 6      |

## Klasyfikacja strzelców w sezonie 1941
| Gole | Piłkarz            | Klub          |
| ---- | ------------------ | ------------- |
| 18   | Benjamín Laterza   | Cerro Porteño |
| 18   | Fabio Baudo Franco | Club Nacional |